# Dennis Yates Wheatley
Pour les articles homonymes, voir Wheatley.
Dennis Yates Wheatley (8 janvier 1897-10 novembre 1977) est un auteur britannique. Il écrivit de nombreux thrillers et des romans d'occultisme, au point d'être l'un des auteurs les plus vendus dans les années 1950 et 1960.

## Jeunesse
Il est né dans le Sud de Londres, dans une famille de la classe moyenne supérieure. Fils d'Albert David et de Florence Elizabeth Harriet Wheatley née Baker, il était l'aîné des trois enfants.
Sa famille possédait Wheatley & Son of Mayfair, une entreprise de vins. Après avoir été expulsé de Dulwich College il devint cadet dans la marine marchande au Collège naval de la Tamise (en).

## Activités non littéraires
Il prit part à la Première Guerre mondiale en tant que sous lieutenant dans l'artillerie. Il servit à Cambrai et Saint-Quentin. Affecté en Flandres sur le saillant d'Ypres, il fut gazé au chlore lors de la bataille de Passchendaele.
Il reprit l'entreprise familiale de vins en 1919, mais celle-ci déclina après la dépression des années 1930. Il se reconvertit dans l'écriture. À la même époque il se maria pour la seconde fois.
Durant la Seconde Guerre mondiale, ses talents littéraires lui ouvrirent les portes des équipes de planification stratégique du ministère de la Guerre. il rédigea de nombreux papiers pour le ministère, y compris des esquisses sur la façon de répondre à une invasion allemande de l'Angleterre.
La plus célèbre de ses propositions au Joint Planning Staff concernait la guerre totale. Il fut embauché directement dans le JPS en tant que Wing Commander, au titre de la Réserve volontaire de la RAF il prit part à la planification du débarquement en Normandie.

## Écrits littéraires
Son premier livre, Three Inquisitive People, ne fut pas immédiatement publié mais son premier roman publié en 1933, The Forbidden Territory, fut un succès immédiat, réimprimés sept fois en quelques semaines.
Il écrivait des histoires d'aventure, et plusieurs livres forment des séries. Ses intrigues couvraient la Révolution française (série Roger Brook), le satanisme (série Duke de Richleau), la Seconde Guerre mondiale (série Gregory Sallust) et l'espionnage (série Julian Day).
Dans les années 1930, il conçut une série de romans-mystères, où il s'agissait de trouver le coupable, présentés comme des études de cas, avec des témoignages, des lettres des indices comme des cheveux ou des pilules. Le lecteur devait progresser à travers les indices pour résoudre le mystère avant de déceler les dernières pages de l'ouvrage qui donnaient la clef de l'intrigue. Quatre de ces Crime Dossiers furent publiés : Murder Off Miami, Who Killed Robert Prentice?, The Malinsay Massacre, and Herewith The Clues.
Dans les années 1960 ses éditeurs vendaient chaque année un million de ses livres. Quelques-uns de ses titres furent portés à l'écran par Hammer Film Productions. Parmi les plus connus on retiendra Les Vierges de Satan (livre de 1934, film de 1968).
Son style est très descriptif et dans plusieurs de ses œuvres il fait vivre à ses personnages des évènements et des rencontres réels. Par exemple, dans la série Roger Brook, le personnage principal rencontre Napoléon et Joséphine alors qu'il espionne pour le compte du Premier ministre William Pitt. De façon similaire, dans la série Gregory Sallust, Sallust dîne avec Hermann Göring.
Il rédigea également des œuvres documentaires, notamment sur la Révolution russe et Charles II d'Angleterre, ainsi que son autobiographie. Il faisait autorité en matière de surnaturel, de satanisme, d'exorcisme, et de magie noire, toutes pratiques auxquelles il était extrêmement hostile. Pour ses études sur le paranormal, il rejoint néanmoins le Ghost Club.
De 1974 à 1977 il édita une série de 45 reprises en livres de poches pour l'éditeur Sphere, sous le titre de collection The Dennis Wheatley Library of the Occult, sélectionnant les titres et rédigeant de courtes préfaces pour chacun des livres. Cette série incluait à la fois des romans traitant de l'occulte comme ceux de Bram Stoker et Aleister Crowley et des ouvrages documentaires sur la magie, l'occultisme, et la divination par des auteurs comme la Théosophe Helena Blavatsky, l'historien Maurice Magre, le magicien Isaac Bonewits, le chiromancien Cheiro. 
Deux semaines avant sa mort en novembre 1977, Wheatley reçut l'absolution conditionnelle de son vieil ami Cyril ‘Bobby’ Eastaugh, évêque de Peterborough.
Sa bibliothèque fut vendue aux enchères sur catalogue par Basil Blackwell's dans les années 1970, elle attestait de l'étendue de son érudition et de ses centres d'intérêt particulièrement en matière de fictions historique et d'Europe.
Son influence s'est amoindrie en partie en raison de question de droits d'auteur compliquant la réédition de son œuvre. Cinquante deux de ses nouvelles furent publiées après sa mort par Heron Books UK. Plus récemment, en avril 2008, le catalogue de son œuvre a été acheté par la société Chorion.
Il inventa plusieurs jeux de société notamment Invasion.
Il fut incinéré à Tooting et ses cendres enterrées à Brookwood Cemetery. Il est commémoré sur le monument familial des Baker/Yates à West Norwood Cemetery.
Son petit-fils Dominic Wheatley est l'un des cofondateurs de la société d'informatique Domark, qui a publié plusieurs titres dans les années 1980 et 1990.

## Politique
Son œuvre est assez typique de son époque et de sa classe. Mettant en scène un mode de vie et des valeurs d'élitisme et de snobisme, il est révélateur de l'époque pour le meilleur et le pire.
Ses principaux personnages sont tous d'ardents supporteurs de la Royauté, de l'Empire et du système de classes, et plusieurs de ses méchants sont méchants précisément parce qu'ils attaquent ces idéaux, bien que dans The Golden Spaniard il renvoie les protagonistes dos à dos quant au déclenchement de la guerre d'Espagne.
Ses œuvres sont agréables en tant que thrillers, et la série Roger Brook en particulier offre au lecteur une « histoire sans larmes ». Ses analyses historiques sont influencées par ses convictions politiques, mais bien documentées. Par exemple, Vendetta in Spain (une aventure en Espagne avant la Première Guerre mondiale) contient une discussion sur l'anarchisme politique bien argumentée bien que dépourvue de sympathie.
Son attachement à la liberté individuelle influence également toute son œuvre. Associé à une empathie envers les Juifs, comme le montre le personnage de Simon Aron dans Three Inquisitive People, cela le conduit à fustiger sans pitié le système nazi dans la série Gregory Sallust qui se déroule pendant la Seconde Guerre mondiale.
Lors de l'hiver 1947 Wheatley rédigea une Lettre à la postérité qu'il enterra dans une urne à sa résidence de campagne. La lettre était censée être découverte dans le futur. Dans cette lettre, il prédisait que les réformes sociales introduites par le gouvernement britannique d'après-guerre conduiraient inévitablement à une société injuste contre laquelle il appelait à la résistance active et passive.
« Socialist ‘planning’ forbids any man to kill his own sheep or pig, cut down his own tree, put up a wooden shelf in his own house, build a shack in his garden, and either buy or sell the great majority of commodities – without a permit. In fact, it makes all individual effort an offence against the state. Therefore, this Dictatorship of the Proletariat, instead of gradually improving the conditions in which the lower classes live, as has been the aim of all past governments, must result in reducing everyone outside the party machine to the level of the lowest, idlest and most incompetent worker.
[...]

It will be immensely difficult to break the stranglehold of the machine, but it can be done, little by little; the first step being the formation of secret groups of friends for free discussion. Then numbers of people can begin systematically to break small regulations, and so to larger ones with passive resistance by groups of people pledged to stand together – and eventually the boycotting, or ambushing and killing of unjust tyrannous officials. »
— Dennis Wheatley, A Letter to Posterity

## Œuvres
| - Territoire interdit (Forbidden Territory) 1933 (Publié en France en 1985, Nouvelles Editions Oswald, traduit par D. Coronio) - Such Power is Dangerous 1933 - Old Rowley 1933 - Black August 1934 - The Fabulous Valley 1934 - Les Vierges de Satan (The Devil Rides Out) 1934 (Publié en France en 1984, Nouvelles Editions Oswald, traduit par François Truchaud) (Adaptation cinématographique : Les Vierges de Satan) - The Eunuch of Stamboul 1935 (adaptation cinématographique : Le secret de Stamboul) - La Découverte de l'Atlantide (They Found Atlantis) 1936 (Publié en France en 1938, Collection Gallimard La Blanche, traduit par A. H. Ponte) - Murder Off Miami 1936 - Contraband 1936 - The Secret War 1937 - Who Killed Robert Prentice ? 1937 - Red Eagle 1937 - Uncharted Seas 1938 (adaptation cinématographique : Le Peuple des abîmes) - The Malinsay Massacre 1938 - The Golden Spaniard 1938 - The Quest of Julian Day 1939 - Herewith the Clues 1939 - Sixty Days to Live 1939 - The Scarlet Impostor 1940 - Three Inquisitive People 1940 - Faked Passports 1940 - The Black Baroness 1940 - Etrange confilt (Strange Conflict) 1941 (Publié en France en 1988, Nouvelles Editions Oswald, traduit par Robert-Pierre Castel) - Le Glaive du destin (The Sword of Fate) 1941 - Total War 1941 - V for Vengeance 1942 - Mediterranean Nights 1942 - Gunmen, Gallants and Ghosts 1943 - The Man Who Missed the War 1945 - Codeword Golden Fleece 1946 - Come into My Parlour 1946 - The Launching of Roger Brook 1947 - The Shadow of Tyburn Tree 1948 - Toby Jugg le possédé (The Haunting of Toby Jugg) 1948 (Publié en France en 1975, Bibliothèque Marabout Fantastique, traduit par Jacques Parsons) - The Rising Storm 1949 - The Seven Ages of Justerinis 1949 | - The Second Seal 1950 - The Man Who Killed the King 1951 - The Star of Ill Omen 1952 - To the Devil - a Daughter 1953 (adaptation cinématographique Une fille pour le diable) - Curtain of Fear 1953 - The Island Where Time Stands Still 1954 - The Dark Secret of Josephine 1955 - The Ka of Gifford Hillary 1956 - The Prisoner in the Mask 1957 - Traitors' Gate 1958 - Stranger than Fiction 1959 - The Rape of Venice 1959 - The Satanist 1960 - Saturdays with Bricks 1961 - Vendetta in Spain 1961 - Mayhem in Greece 1962 - Gunmen,Gallants and Ghosts (rev.) 1963 - Mediterranean Nights (rev.) 1963 - The Sultan's Daughter 1963 - Bill for the Use of a Body 1964 - They Used Dark Forces 1964 - Dangerous Inheritance 1965 - The Eight Ages of Justerinis 1965 - The Wanton Princess 1966 - Unholy Crusade 1967 - The White Witch of the South Seas 1968 - Evil in a Mask 1969 - Gateway to Hell 1970 - The Ravishing of Lady Mary Ware 1971 - The Devil and all His Works 1971 - The Strange Story of Linda Lee 1972 - The Irish Witch 1973 - Desperate Measures 1974 - The Young Man Said 1977 - Officer and Temporary Gentleman 1978 - Drink and Ink 1979 - The Deception Planners 1980 |

### Biographie
- Baker, Phil, The Devil is a Gentleman: the Life and Times of Dennis Wheatley, Sawtry, UK : Dedalus. 2009.  (ISBN 978-1-903517-75-8)